# Roxio
Roxio é uma companhia norte-americana de engenharia de software, especializada em desenvolvimento de produtos de mídia digital de consumidor. A sua linha de programas inclui ferramentas para a instalação de prodjetos de mídia digital, software para a conversão de mídia e sistemas de distribuição de conteúdo. A companhia é formada como uma ramificação da divisão de software de Adaptec's em 2001 e adquiriu a empresa MGI Software e, 2002.
Sonic Solutions, por sua vez, comprou a Roxio em 2003, com o intuito de compra da Simple Star e CinemaNow e 2008. Rovi Corporation comprou Sonic Solutions em 2010, e, em janeiro de 2012 anunciou que iria revender a Roxio para a companhia canadiana de software Corel. O negócio entre empresas foi fechado em 2012.